# Xavier Phillips
Xavier Phillips, né en 1971 à Paris, est un violoncelliste français.

## Biographie
Xavier Phillips commence le violoncelle à 6 ans. Il est le frère du violoniste Jean-Marc Phillips-Varjabédian. Il entre au Conservatoire de Paris en 1986 et se forme avec Philippe Muller. Il obtient le Premier prix du conservatoire en 1989. Après un troisième prix au Concours Rostropovitch en 1989, il poursuit sa formation avec Mstislav Rostropovitch, qui le marque particulièrement. Ils travaillent ensemble une douzaine d'années, le maître l'invitant régulièrement comme soliste des orchestres qu'il est amené à diriger.
Xavier Phillips crée le Concerto pour violoncelle de Jean-Louis Agobet à Caen le 19 mars 2010.
Xavier Phillips joue un violoncelle de Matteo Goffriller de 1710.

## Discographie sélective
- Sonates pour violoncelle et piano: sonate d'Alfred Schnittke; sonate op. 40 en ré mineur de Chostakovitch; sonate op. 119 en ut majeur de Prokofiev avec Hüseyin Sermet au piano, chez Harmonia mundi, HMN 911628.
- Armenia : interprétations de pièces de compositeurs arméniens (Aram Khatchatourian, Arno Babadjanian...etc); avec Vahan Mardirossian et Jean-Marc Phillips-Varjabédian, chez Lontano-Warner.